# Stazione meteorologica di Roma Collegio Romano
La stazione meteorologica di Roma Collegio Romano, nota anche come stazione meteorologica di Roma Centro, è la stazione meteorologica di riferimento per il centro storico cittadino di Roma.

## Storia

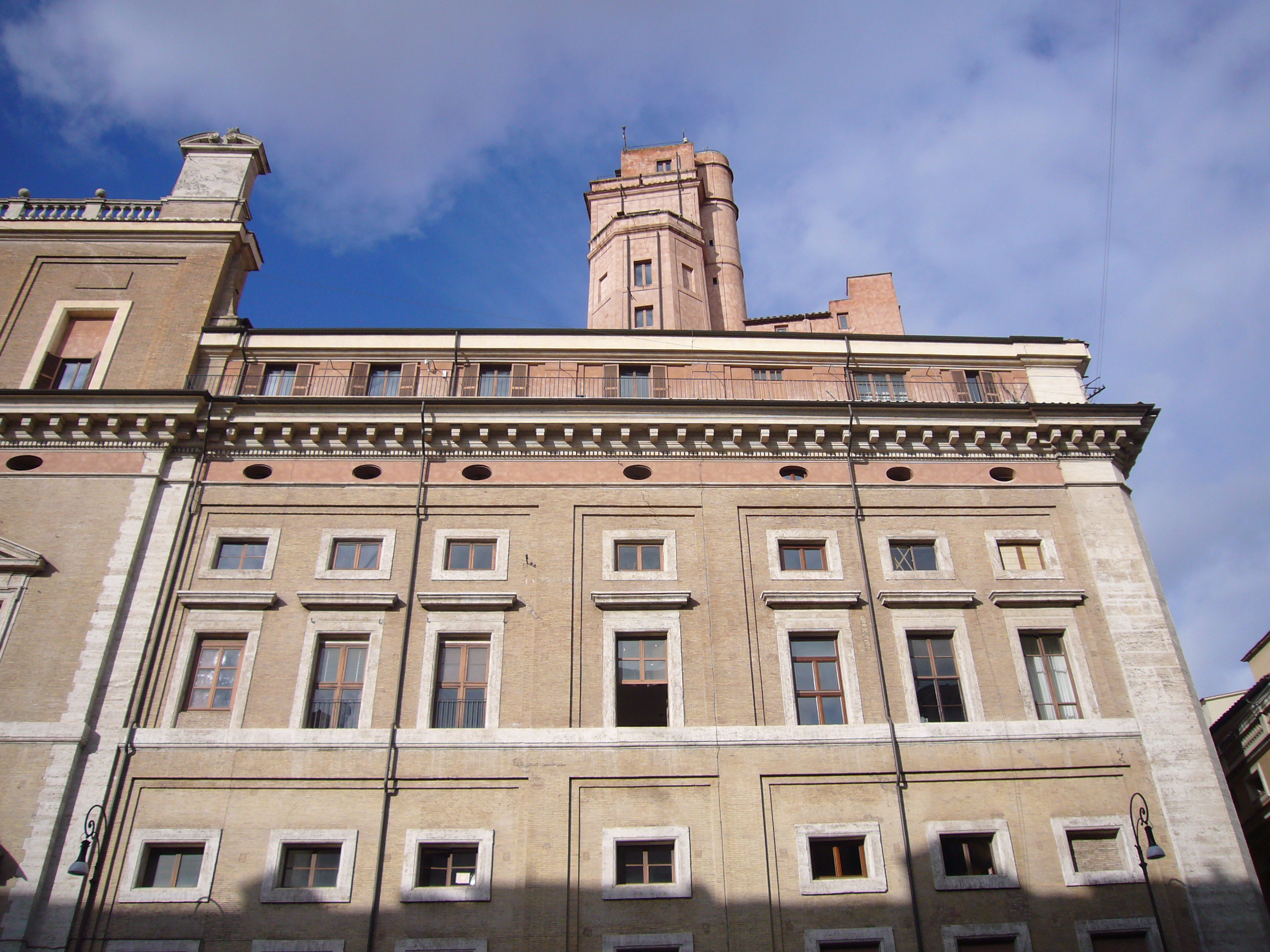
La Torre Calandrelli del Collegio Romano, alla cui sommità trova ubicazione la stazione meteorologica

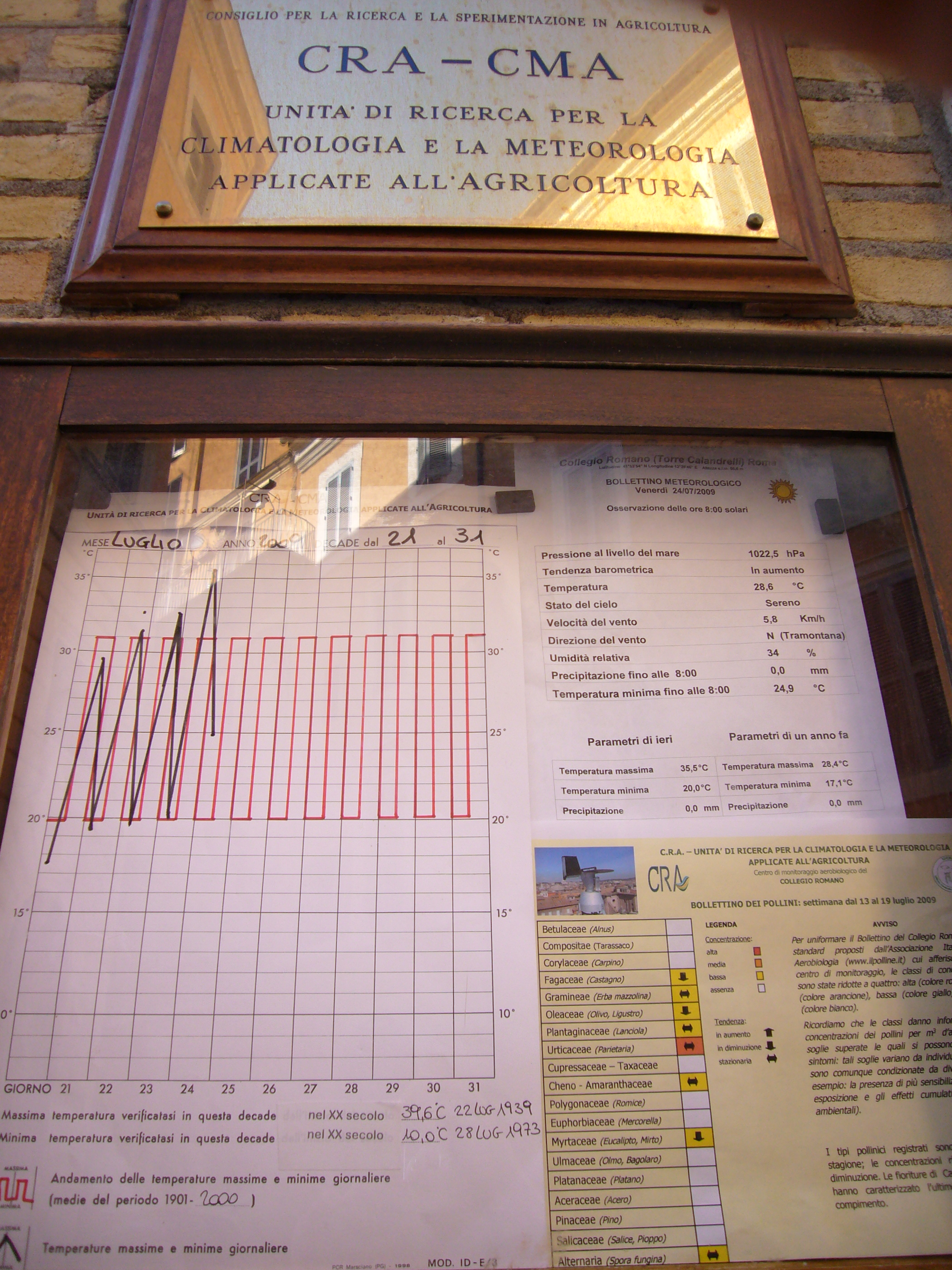
Diagramma giornaliero degli eventi meteo all'ingresso di via del Caravita

Nel corso del Settecento furono iniziate le prime saltuarie osservazioni astronomiche e meteorologiche presso il complesso del Collegio Romano risalente alla metà del Cinquecento.
A partire dal 1782 i dati meteorologici sono stati registrati senza soluzioni di continuità nel corso del tempo, mentre nel 1788 vennero collocati gli strumenti meteorologici alla sommità della Torre Calandrelli.
La prima pubblicazione con i dati meteorologici registrati nel periodo antecedente risale al 1803, mentre a partire dal 1862 iniziò la pubblicazione annuale del Bullettino Meteorologico dell'Osservatorio del Collegio Romano.
Nel 1879 la stazione meteorologica entrò a far parte della rete dell'Ufficio Centrale di Meteorologia, del quale divenne la sede principale, e furono iniziate le pubblicazioni quotidiane del Bollettino Meteorico Giornaliero a partire dal 30 novembre del medesimo anno.
Con le successive trasformazioni del servizio meteorologico nazionale, la stazione meteorologica e l'osservatorio del Collegio Romano sono entrati a far parte nel 1887 della rete di stazioni dell'Ufficio Centrale di Meteorologia e di Geodinamica, per poi passare nel 1923 alla rete dell'Ufficio Centrale di Meteorologia e di Geofisica e nel 1937 al Regio Ufficio Centrale di Meteorologia e di Climatologia. Nel frattempo, sempre nel corso del Novecento la stazione meteorologica ha iniziato a fornire i dati al Compartimento di Roma del Servizio Idrografico e Mareografico Nazionale, che poi venivano pubblicati nelle varie edizioni degli Annali Idrologici.
Nel 1941 la stazione meteorologica passò alla rete del Regio Ufficio Centrale di Meteorologia e di Ecologia Agraria a cui succedette, dal 1957 in poi, l'Ufficio Centrale di Ecologia Agraria.
Il 3 agosto 1998 è stata installata la stazione meteorologica automatica. I sensori sono stati collocati nelle stesse posizioni degli strumenti tradizionali.
La stazione meteorologica tradizionale è rimasta ufficialmente operativa.
Dal 1 gennaio 2000, i dati sono stati presi ed archiviati ufficialmente, da quella automatica.
Nel 2008 la stazione e l'osservatorio meteorologico sono entrati a far parte dell'"Unità di Climatologia e Meteorologia applicate all'Agricoltura" a seguito della trasformazione dell'ex Ufficio Centrale di Ecologia Agraria.
L'osservatorio meteorologico del Collegio Romano continua ad essere la principale stazione meteorologica della Rete Agrometeorologica Nazionale afferente al Ministero delle politiche agricole alimentari e forestali.
Da segnalare infine che alla stazione meteorologica era stato assegnato un codice WMO, visto che per diversi anni ha emesso SYNOP per il Servizio Meteorologico dell'Aeronautica Militare, nella cui rete la stazione era denominata Roma Centro.
Identificativi UCEA: 
UCEA-UCOS Collegio Romano (stazione meteo storica tradizionale); 
UCEA-RAN Collegio Romano (stazione meteo automatica)

## Caratteristiche
La stazione meteorologica è situata nell'Italia centrale, nel Lazio, nell'area urbana di Roma, a 57 metri s.l.m. e alle coordinate geografiche 41°53′55″N 12°28′50″E.
La sua collocazione storica è stata, dal 1879 al 2015, all'apice della Torre Calandrelli, parte integrante della storica struttura del Collegio Romano.
Nello specifico, la capannina meteo era collocata nel balcone esposto a nord della Torre Calandrelli, qualche metro sotto la sommità, mentre il resto della strumentazione era collocato sulla sommità della Torre Calandrelli.
Fino allo smantellamento della sede storica avvenuto il 31 dicembre 2015, la stazione ha continuato a pubblicare, in una piccola bacheca a fianco dell'ingresso in via del Caravita, un aggiornamento quotidiano sulle rilevazioni climatiche locali, così composto:
- un diagramma decadico delle temperature giornaliere rilevate; il diagramma veniva aggiornato quotidianamente, a mano, e riportava anche le temperature minime e massime verificatesi nel secolo scorso nei 10 giorni corrispondenti alla decade in corso;
- il report dell'osservazione climatica del giorno precedente, e il confronto con i parametri di temperature e precipitazioni dell'anno precedente;
- il bollettino settimanale dei pollini e spore rilevati.

## Dati climatologici 1862-2006
In base alle medie climatiche di una lunga serie storica ufficialmente esaminata che si riferiscono al periodo compreso tra il 1862 e il 2006, la temperatura media del mese più freddo, gennaio, è di +7,7 °C, mentre la temperatura media del mese più caldo, luglio si attesta a +25,0 °C. La temperatura media annuale del periodo è di +16,0 °C.
Le precipitazioni medie annue fanno registrare il valore di 780,8 mm.
| Roma-Collegio Romano (1862-2006) | Mesi | Mesi | Mesi | Mesi | Mesi | Mesi | Mesi | Mesi | Mesi | Mesi  | Mesi  | Mesi | Stagioni | Stagioni | Stagioni | Stagioni | Anno  |
| Roma-Collegio Romano (1862-2006) | Gen  | Feb  | Mar  | Apr  | Mag  | Giu  | Lug  | Ago  | Set  | Ott   | Nov   | Dic  | Inv      | Pri      | Est      | Aut      | Anno  |
| -------------------------------- | ---- | ---- | ---- | ---- | ---- | ---- | ---- | ---- | ---- | ----- | ----- | ---- | -------- | -------- | -------- | -------- | ----- |
| T. max. media (°C)               | 11,2 | 12,6 | 15,3 | 18,6 | 22,8 | 27,5 | 30,5 | 30,1 | 26,4 | 21,2  | 15,8  | 12,2 | 12,0     | 18,9     | 29,4     | 21,1     | 20,3  |
| T. media (°C)                    | 7,7  | 8,7  | 11,1 | 14,1 | 18,3 | 22,3 | 25,0 | 24,8 | 21,6 | 17,0  | 12,2  | 8,8  | 8,4      | 14,5     | 24,0     | 16,9     | 16,0  |
| T. min. media (°C)               | 4,2  | 4,8  | 7,0  | 9,6  | 13,8 | 17,0 | 19,5 | 19,5 | 16,8 | 12,8  | 8,6   | 5,5  | 4,8      | 10,1     | 18,7     | 12,7     | 11,6  |
| Precipitazioni (mm)              | 72,8 | 64,3 | 65,2 | 63,7 | 51,5 | 35,7 | 16,6 | 25,9 | 68,3 | 114,5 | 109,4 | 92,9 | 230,0    | 180,4    | 78,2     | 292,2    | 780,8 |

## Dati climatologici 1977-2006
In base alle medie climatiche trentennali più recenti ufficialmente calcolate per l'osservatorio meteorologico che si riferiscono al periodo 1977-2006, la temperatura media del mese più freddo, gennaio, è di circa +8,3 °C, mentre la temperatura media del mese più caldo, luglio si attesta a +25,7 °C. La temperatura media annuale del trentennio è di +16,5 °C.
Le precipitazioni medie annue fanno registrare il valore di 682,5 mm, in netta flessione rispetto al trentennio di riferimento climatico 1961-1990.
| Roma-Collegio Romano (1977-2006) | Mesi | Mesi | Mesi | Mesi | Mesi | Mesi | Mesi | Mesi | Mesi | Mesi  | Mesi | Mesi | Stagioni | Stagioni | Stagioni | Stagioni | Anno  |
| Roma-Collegio Romano (1977-2006) | Gen  | Feb  | Mar  | Apr  | Mag  | Giu  | Lug  | Ago  | Set  | Ott   | Nov  | Dic  | Inv      | Pri      | Est      | Aut      | Anno  |
| -------------------------------- | ---- | ---- | ---- | ---- | ---- | ---- | ---- | ---- | ---- | ----- | ---- | ---- | -------- | -------- | -------- | -------- | ----- |
| T. max. media (°C)               | 11,7 | 12,9 | 15,7 | 18,2 | 23,5 | 27,8 | 30,7 | 30,2 | 26,2 | 21,7  | 16,0 | 12,6 | 12,4     | 19,1     | 29,6     | 21,3     | 20,6  |
| T. media (°C)                    | 8,3  | 9,2  | 11,8 | 14,1 | 18,9 | 22,9 | 25,7 | 25,6 | 21,8 | 17,8  | 12,6 | 9,4  | 9,0      | 14,9     | 24,7     | 17,4     | 16,5  |
| T. min. media (°C)               | 5,0  | 5,6  | 7,8  | 10,1 | 14,3 | 18,0 | 20,7 | 21,0 | 17,5 | 13,9  | 9,2  | 6,3  | 5,6      | 10,7     | 19,9     | 13,5     | 12,5  |
| Precipitazioni (mm)              | 57,5 | 53,7 | 46,1 | 61,9 | 41,2 | 31,3 | 20,2 | 30,3 | 69,1 | 103,8 | 91,4 | 76,0 | 187,2    | 149,2    | 81,8     | 264,3    | 682,5 |

## Dati climatologici 1961-1990
Secondo i dati medi del trentennio 1961-1990 elaborati dall'ISPRA, la temperatura media del mese più freddo, gennaio, è di +8,0 °C, mentre quella del mese più caldo, luglio, è di +25,1 °C. La temperatura media annuale del trentennio è di +16,1 °C.
Le precipitazioni medie annue (fonte ENEA) si attestano a 768 mm e mediamente sono distribuite in 82 giorni di pioggia, con un minimo in estate ed un accentuato picco autunnale.
L'eliofania assoluta media annua (fonte ENEA) fa registrare il valore di 6,7 ore medie giornaliere, con massimo di 10,8 ore medie giornaliere a luglio e minimo di 3,5 ore medie giornaliere a dicembre.
I venti (fonte ENEA) presentano una direzione prevalente di tramontana nei periodi compresi tra gennaio e marzo e tra ottobre e dicembre, mentre prevale il libeccio nel periodo compreso tra aprile e settembre; la velocità media massima di 4,3 m/s si registra in luglio grazie al rinforzo della brezza marina, mentre la velocità media minima di 3,4 m/s si verifica in ottobre.
| Roma-Collegio Romano (1961-1990)   | Mesi  | Mesi  | Mesi  | Mesi   | Mesi   | Mesi   | Mesi   | Mesi   | Mesi   | Mesi  | Mesi  | Mesi  | Stagioni | Stagioni | Stagioni | Stagioni | Anno |
| Roma-Collegio Romano (1961-1990)   | Gen   | Feb   | Mar   | Apr    | Mag    | Giu    | Lug    | Ago    | Set    | Ott   | Nov   | Dic   | Inv      | Pri      | Est      | Aut      | Anno |
| ---------------------------------- | ----- | ----- | ----- | ------ | ------ | ------ | ------ | ------ | ------ | ----- | ----- | ----- | -------- | -------- | -------- | -------- | ---- |
| T. max. media (°C)                 | 11,2  | 12,6  | 15,0  | 18,2   | 23,0   | 27,2   | 30,3   | 29,6   | 26,1   | 21,2  | 15,6  | 12,1  | 12,0     | 18,7     | 29,0     | 21,0     | 20,2 |
| T. media (°C)                      | 8,0   | 9,1   | 11,2  | 14,1   | 18,3   | 22,2   | 25,1   | 24,8   | 21,6   | 17,1  | 12,2  | 8,9   | 8,7      | 14,5     | 24,0     | 17,0     | 16,1 |
| T. min. media (°C)                 | 4,8   | 5,6   | 7,3   | 9,9    | 13,6   | 17,3   | 20,0   | 20,0   | 17,1   | 12,9  | 8,8   | 5,8   | 5,4      | 10,3     | 19,1     | 12,9     | 11,9 |
| Precipitazioni (mm)                | 75    | 65    | 67    | 63     | 51     | 34     | 14     | 24     | 64     | 113   | 108   | 90    | 230      | 181      | 72       | 285      | 768  |
| Giorni di pioggia                  | 9     | 8     | 9     | 8      | 6      | 4      | 2      | 2      | 5      | 9     | 10    | 10    | 27       | 23       | 8        | 24       | 82   |
| Eliofania assoluta (ore al giorno) | 3,7   | 4,5   | 5,4   | 6,5    | 8,3    | 9,6    | 10,8   | 9,7    | 7,7    | 5,9   | 4,2   | 3,5   | 3,9      | 6,7      | 10,0     | 5,9      | 6,7  |
| Vento (direzione-m/s)              | N 3,7 | N 3,9 | N 3,9 | SW 4,0 | SW 4,0 | SW 4,1 | SW 4,3 | SW 4,2 | SW 3,7 | N 3,4 | N 3,7 | N 3,7 | 3,8      | 4,0      | 4,2      | 3,6      | 3,9  |

## Dati climatologici 1971-2000
Secondo i dati medi del trentennio 1971-2000 elaborati dall'ISPRA, la temperatura media del mese più freddo, gennaio, è di +8,4 °C. Mentre quella dei mesi più caldi, luglio e agosto, è di +25,4 °C. La temperatura media annuale del trentennio è di +16,3 °C.
Non sono presenti i dati delle precipitazioni e degli altri parametri.
| Roma-Collegio Romano (1971-2000) | Mesi | Mesi | Mesi | Mesi | Mesi | Mesi | Mesi | Mesi | Mesi | Mesi | Mesi | Mesi | Stagioni | Stagioni | Stagioni | Stagioni | Anno |
| Roma-Collegio Romano (1971-2000) | Gen  | Feb  | Mar  | Apr  | Mag  | Giu  | Lug  | Ago  | Set  | Ott  | Nov  | Dic  | Inv      | Pri      | Est      | Aut      | Anno |
| -------------------------------- | ---- | ---- | ---- | ---- | ---- | ---- | ---- | ---- | ---- | ---- | ---- | ---- | -------- | -------- | -------- | -------- | ---- |
| T. max. media (°C)               | 11,6 | 12,8 | 15,3 | 17,9 | 23,1 | 27,2 | 30,3 | 29,9 | 26,0 | 21,1 | 15,6 | 12,3 | 12,2     | 18,8     | 29,1     | 20,9     | 20,3 |
| T. media (°C)                    | 8,4  | 9,3  | 11,5 | 13,9 | 18,6 | 22,5 | 25,4 | 25,4 | 21,7 | 17,3 | 12,2 | 9,2  | 9,0      | 14,7     | 24,4     | 17,1     | 16,3 |
| T. min. media (°C)               | 5,2  | 5,7  | 7,6  | 10,0 | 14,2 | 17,8 | 20,5 | 20,8 | 17,4 | 13,4 | 8,9  | 6,1  | 5,7      | 10,6     | 19,7     | 13,2     | 12,3 |

## Dati climatologici 1981-2010
Secondo i dati medi del trentennio 1981-2010, calcolati dai dati ISPRA fino al 1992. E dalle osservazioni meteo annuali dal 1993. La temperatura media del mese più freddo, gennaio, è di circa +8,5 °C. Mentre quella del mese più caldo, luglio, è di circa +26,0 °C. La temperatura media annuale del trentennio è di circa +16,7 °C, in aumento rispetto ai trentenni precedenti.
Questi sono i dati climatologici più recenti e di riferimento, attualmente.
Non sono presenti i dati delle precipitazioni e degli altri parametri.
| Roma-Collegio Romano (1981-2010) | Mesi | Mesi | Mesi | Mesi | Mesi | Mesi | Mesi | Mesi | Mesi | Mesi | Mesi | Mesi | Stagioni | Stagioni | Stagioni | Stagioni | Anno |
| Roma-Collegio Romano (1981-2010) | Gen  | Feb  | Mar  | Apr  | Mag  | Giu  | Lug  | Ago  | Set  | Ott  | Nov  | Dic  | Inv      | Pri      | Est      | Aut      | Anno |
| -------------------------------- | ---- | ---- | ---- | ---- | ---- | ---- | ---- | ---- | ---- | ---- | ---- | ---- | -------- | -------- | -------- | -------- | ---- |
| T. max. media (°C)               | 11,9 | 12,9 | 15,8 | 18,7 | 23,8 | 27,9 | 31,0 | 30,6 | 26,3 | 21,8 | 16,2 | 12,6 | 12,5     | 19,4     | 29,8     | 21,4     | 20,8 |
| T. media (°C)                    | 8,5  | 9,2  | 11,8 | 14,5 | 19,2 | 23,0 | 26,0 | 25,9 | 21,9 | 17,8 | 12,8 | 9,4  | 9,0      | 15,2     | 25,0     | 17,5     | 16,7 |
| T. min. media (°C)               | 5,0  | 5,4  | 7,8  | 10,3 | 14,5 | 18,1 | 20,9 | 21,1 | 17,5 | 13,8 | 9,3  | 6,2  | 5,5      | 10,9     | 20,0     | 13,5     | 12,5 |

## Temperature estreme mensili dal 1782 al 2017
Nella tabella sottostante sono riportate le temperature massime e minime assolute mensili, stagionali ed annuali dal 1782 ad oggi, con il relativo anno in cui queste sono state registrate. La serie storica finora validata dall'ente gestore della stazione meteorologica ha inizio a partire dal 1862, mentre i dati degli anni antecedenti reperibili in altre fonti sono ancora in attesa di definitiva omologazione, validazione e pubblicazione da parte dell'ente ufficiale. Nella serie storica esaminata sono state eliminati alcuni valori di temperatura che non risultano compatibili con quelle contemporaneamente registrate dalle altre stazioni meteorologiche attive in quel periodo e quelle ritenute dubbie a causa dell'impossibilità di una loro esauriente valutazione per insufficienza di dati rilevati contemporaneamente da altre stazioni meteorologiche.
La massima assoluta del periodo esaminato di +40,1 °C risale al 3 luglio 1905, mentre la minima assoluta di -7,5 °C è del gennaio 1836 (tra i dati scartati risulta incompatibile il valore di +42,0 °C del luglio 1841 e quasi certamente sottostimato il valore di -8,2 °C del febbraio 1845 in base alle temperature contemporaneamente registrate dalle altre stazioni meteorologiche attive in quel periodo).
Dal 1º gennaio 2017 il personale del Centro meteorologico è stato spostato in Via della Navicella, sede del Crea, l'ente del Ministero dell'Agricoltura da cui dipende; allo stesso modo anche l'archivio meteorologico storico del centro e la preziosa collezione di strumenti di sismologia e meteorologia che vanta di ben 450 pezzi. Al Collegio Romano rimane attivo invece l'Osservatorio meteorologico, e la biblioteca dell'ufficio, la più importante a livello nazionale del settore della geofisica e in particolare della sismologia e meteorologia storica.
| Roma-Collegio Romano (1782-2017) | Mesi        | Mesi        | Mesi        | Mesi        | Mesi        | Mesi        | Mesi        | Mesi        | Mesi        | Mesi        | Mesi        | Mesi        | Stagioni | Stagioni | Stagioni | Stagioni | Anno |
| Roma-Collegio Romano (1782-2017) | Gen         | Feb         | Mar         | Apr         | Mag         | Giu         | Lug         | Ago         | Set         | Ott         | Nov         | Dic         | Inv      | Pri      | Est      | Aut      | Anno |
| -------------------------------- | ----------- | ----------- | ----------- | ----------- | ----------- | ----------- | ----------- | ----------- | ----------- | ----------- | ----------- | ----------- | -------- | -------- | -------- | -------- | ---- |
| T. max. assoluta (°C)            | 19,9 (2018) | 21,6 (2019) | 26,6 (1991) | 29,8 (1926) | 33,5 (2008) | 38,4 (1905) | 40,1 (1905) | 39,9 (1956) | 36,4 (1946) | 31,7 (1868) | 27,4 (2004) | 21,1 (1846) | 21,6     | 33,5     | 40,1     | 36,4     | 40,1 |
| T. min. assoluta (°C)            | −7,5 (1836) | −6,0 (1956) | −4,0 (1883) | 0,3 (1903)  | 2,1 (1919)  | 8,8 (1881)  | 10,0 (1973) | 11,2 (1851) | 7,4 (1843)  | 1,8 (1890)  | −3,5 (1849) | −6,2 (1849) | −7,5     | −4,0     | 8,8      | −3,5     | −7,5 |

## Temperature estreme mensili dal 1862 al 2017
Nella tabella sottostante sono riportate le temperature massime e minime assolute mensili, stagionali ed annuali dal 1862 al 2017, con il relativo anno in cui queste sono state registrate. Questa è la serie storica, ufficialmente validata dall'ente gestore della stazione meteorologica. 
La massima assoluta del periodo esaminato di +40,1 °C e risale al 3 luglio 1905. Mentre la minima assoluta di -6,0 °C, risale al 23 gennaio 1869 e al 16 febbraio 1956.
| Roma-Collegio Romano (1862-2017) | Mesi        | Mesi        | Mesi        | Mesi        | Mesi        | Mesi        | Mesi        | Mesi        | Mesi        | Mesi        | Mesi        | Mesi        | Stagioni | Stagioni | Stagioni | Stagioni | Anno |
| Roma-Collegio Romano (1862-2017) | Gen         | Feb         | Mar         | Apr         | Mag         | Giu         | Lug         | Ago         | Set         | Ott         | Nov         | Dic         | Inv      | Pri      | Est      | Aut      | Anno |
| -------------------------------- | ----------- | ----------- | ----------- | ----------- | ----------- | ----------- | ----------- | ----------- | ----------- | ----------- | ----------- | ----------- | -------- | -------- | -------- | -------- | ---- |
| T. max. assoluta (°C)            | 19,9 (2018) | 21,6 (2019) | 26,6 (1991) | 29,8 (1926) | 33,5 (2008) | 38,4 (2022) | 40,1 (1905) | 39,9 (1956) | 36,4 (1946) | 31,7 (1868) | 27,4 (2004) | 20,9 (1872) | 21,6     | 33,5     | 40,1     | 36,4     | 40,1 |
| T. min. assoluta (°C)            | −6,0 (1869) | −6,0 (1956) | −4,0 (1883) | 0,3 (1903)  | 2,1 (1919)  | 8,8 (1881)  | 10,0 (1973) | 11,2 (1863) | 7,8 (1889)  | 1,8 (1890)  | −2,8 (1973) | −5,2 (1941) | −6,0     | −4,0     | 8,8      | −2,8     | −6,0 |

## Temperature estreme annue dal 1862 al 2017
Di seguito, sono riportate le temperature massime e minime assolute annue, registrate dalla stazione meteorologica dal 1862 al 2017 e, per ogni anno, sono elencati i giorni in cui si sono registrate. I record della serie storica esaminata sono i -6,0 °C registrati il 23 gennaio 1869 e il 16 febbraio 1956 come minima assoluta; e i +40,1 °C registrati il 3 luglio 1905 di massima assoluta. Da segnalare, inoltre, che nella suddetta serie storica esaminata, la stazione meteorologica non ha registrato alcun giorno di gelo negli anni 1916, 1930, 1933, 1972, 1990, 1992, 1994, 1997, 2013, 2014, 2015 e 2016.
Temperature massime e minime assolute annue dal 1862 al 2017
- 1862: +34,0 °C (30 luglio); -3,8 °C (8 gennaio)
- 1863: +35,2 °C (9 agosto); -1,2 °C (17 febbraio)
- 1864: +35,1 °C (13 luglio) ; -5,0 °C (18 gennaio)
- 1865: +36,3 °C (26 agosto); -2,8 °C (25 febbraio)
- 1866: +34,3 °C (17 luglio); +1,2 °C (25 dicembre)
- 1867: +34,3 °C (16 luglio); -3,0 °C (29 dicembre)
- 1868: +34,5 °C (16 agosto); +0,6 °C (19 febbraio)
- 1869: +35,2 °C (31 luglio); -6,0 °C (23 gennaio)
- 1870: +34,1 °C (11 luglio); -4,8 °C (29 gennaio)
- 1871: +34,0 °C (24 luglio); -3,8 °C (10 dicembre)
- 1872: +34,4 °C (30 luglio); -2,0 °C (3 gennaio)
- 1873: +35,7 °C (31 luglio); -2,0 °C (31 dicembre)
- 1874: +34,9 °C (9 luglio); -3,6 °C (1º gennaio)
- 1875: +33,3 °C (6 luglio); -4,0 °C (9 febbraio)
- 1876: +34,0 °C (7 agosto); -5,1 °C (6 gennaio)
- 1877: +36,4 °C (26 agosto); -3,0 °C (4 marzo)
- 1878: +34,6 °C (31 agosto); -2,5 °C (29 gennaio)
- 1879: +35,3 °C (3 agosto); -3,6 °C (12 dicembre)
- 1880: +36,1 °C (21 luglio); -5,7 °C (22 gennaio)
- 1881: +35,4 °C (24 agosto); -1,5 °C (15 febbraio)
- 1882: +32,6 °C (22 luglio); -3,2 °C (4 febbraio)
- 1883: +34,5 °C (13 luglio); -4,3 °C (26 gennaio)
- 1884: +36,0 °C (18 luglio); -2,5 °C (4 gennaio)
- 1885: +36,7 °C (7 agosto); -3,1 °C (14 dicembre)
- 1886: +33,9 °C (23 luglio); -1,5 °C (12 marzo)
- 1887: +37,3 °C (23 luglio); -4,0 °C (19 febbraio)
- 1888: +34,3 °C (15 agosto); -2,8 °C (22 gennaio)
- 1889: +34,3 °C (13 luglio); -2,3 °C (6 gennaio)
- 1890: +35,7 °C (24 agosto); -2,7 °C (16 dicembre)
- 1891: +33,4 °C (20 luglio); -5,0 °C (20 gennaio)
- 1892: +35,0 °C (31 luglio); -3,8 °C (7 dicembre)
- 1893: +34,7 °C (24 agosto); -5,5 °C (14 gennaio)
- 1894: +36,4 °C (25 luglio); -3,2 °C (1º gennaio)
- 1895: +34,2 °C (4 agosto); -5,1 °C (18 febbraio)
- 1896: +34,9 °C (6 agosto); -2,1 °C (27 gennaio)
- 1897: +36,5 °C (2 luglio); -2,6 °C (24 dicembre)
- 1898: +34,2 °C (23 agosto); -2,2 °C (26 dicembre)
- 1899: +33,7 °C (24 luglio); -1,2 °C (11 dicembre)
- 1900: +33,3 °C (22 luglio); -1,1 °C (18 dicembre)
- 1901: +35,6 °C (30 luglio); -3,4 °C (15 febbraio)
- 1902: +34,1 °C (31 agosto); -1,3 °C (25 dicembre)
- 1903: +35,1 °C (19 luglio); -2,2 °C (20 gennaio)
- 1904: +35,2 °C (18 luglio); -2,0 °C (1º dicembre)
- 1905: +40,1 °C (3 luglio); -5,0 °C (4 gennaio)
- 1906: +34,2 °C (4 luglio); -1,3 °C (3 febbraio)
- 1907: +35,1 °C (8 agosto); -2,8 °C (1º gennaio)
- 1908: +32,3 °C (1º agosto); -1,9 °C (14 gennaio)
- 1909: +34,4 °C (30 luglio); -2,0 °C (3 febbraio)
- 1910: +32,3 °C (23 luglio); -0,9 °C (24 dicembre)
- 1911: +35,2 °C (31 luglio); -4,0 °C (2 febbraio)
- 1912: +32,6 °C (15 luglio); -0,7 °C (10 dicembre)
- 1913: +33,2 °C (20 agosto); -2,0 °C (17 febbraio)
- 1914: +32,0 °C (30 giugno); -2,3 °C (3 gennaio)
- 1915: +32,4 °C (13 luglio); -1,8 °C (1º febbraio)
- 1916: +35,3 °C (10 luglio); +0,2 °C (27 gennaio)
- 1917: +34,1 °C (1º agosto); -2,3 °C (7 dicembre)
- 1918: +34,4 °C (18 luglio); -2,1 °C (11 gennaio)
- 1919: +32,9 °C (14 agosto); -3,9 °C (10 febbraio)
- 1920: +35,8 °C (20 luglio); -1,0 °C (10 febbraio)
- 1921: +35,0 °C (27 luglio); -0,7 °C (18 dicembre)
- 1922: +37,3 °C (9 agosto); -2,0 °C (14 gennaio)
- 1923: +36,3 °C (12 agosto); -2,4 °C (23 dicembre)
- 1924: +35,6 °C (5 luglio); -2,0 °C (3 gennaio)
- 1925: +35,1 °C (22 luglio); -3,2 °C (19 dicembre)
- 1926: +32,8 °C (20 luglio); -1,8 °C (13 gennaio)
- 1927: +35,9 °C (9 agosto); -5,0 °C (19 dicembre)
- 1928: +37,4 °C (3 agosto); -1,5 °C (2 gennaio)
- 1929: +36,6 °C (22 luglio); -5,4 °C (3 febbraio)
- 1930: +35,5 °C (8 luglio); +0,7 °C (5 gennaio)
- 1931: +35,7 °C (5 agosto); -2,7 °C (27 dicembre)
- 1932: +37,0 °C (18 agosto); -2,6 °C (22 febbraio)
- 1933: +36,0 °C (15 luglio); +0,1 °C (24 gennaio)
- 1934: +34,5 °C (21 luglio); +0,5 °C (12 gennaio)
- 1935: +35,7 °C (26 giugno); -3,4 °C (21 gennaio)
- 1936: +35,2 °C (18 luglio); -1,6 °C (29 dicembre)
- 1937: +34,7 °C (31 luglio); -0,2 °C (12 gennaio)
- 1938: +36,1 °C (30 luglio); -4,2 °C (7 gennaio)
- 1939: +37,3 °C (19 luglio); -5,0 °C (31 dicembre)
- 1940: +34,2 °C (10 agosto); -2,8 °C (15 febbraio)
- 1941: +35,0 °C (26 luglio); -5,2 °C (30 dicembre)
- 1942: +35,0 °C (10 luglio); -5,2 °C (24 gennaio)
- 1943: +35,4 °C (18 agosto); -1,2 °C (11 gennaio)
- 1944: +34,8 °C (23 agosto); -2,6 °C (14 febbraio)
- 1945: +36,6 °C (30 luglio); -3,0 °C (23 gennaio)
- 1946: +36,0 °C (7 settembre); -1,8 °C (14 febbraio)
- 1947: +36,2 °C (4 agosto); -3,0 °C (6 gennaio)
- 1948: +33,0 °C (8 agosto); -2,4 °C (27 dicembre)
- 1949: +33,2 °C (6 agosto); -3,6 °C (5 marzo)
- 1950: +36,2 °C (5 luglio); -1,2 °C (3 gennaio)
- 1951: +34,0 °C (4 agosto); 0,0 °C (13 dicembre)
- 1952: +36,5 °C (6 luglio); -0,8 °C (21 gennaio)
- 1953: +36,4 °C (18 luglio); -1,8 °C (5 febbraio)
- 1954: +34,6 °C (30 giugno); -3,0 °C (26 gennaio)
- 1955: +35,3 °C (20 luglio); -1,0 °C (28 novembre)
- 1956: +39,9 °C (8 agosto); -6,0 °C (16 febbraio)
- 1957: +36,6 °C (12 agosto); -0,6 °C (15 gennaio)
- 1958: +36,0 °C (2 agosto); -0,8 °C (30 gennaio)
- 1959: +33,8 °C (28 luglio); -0,8 °C (11 gennaio)
- 1960: +34,0 °C (28 agosto); -0,6 °C (14 gennaio)
- 1961: +35,2 °C (20 giugno); -2,4 °C (17 dicembre)
- 1962: +35,2 °C (28 luglio); -1,8 °C (30 gennaio)
- 1963: +33,8 °C (28 giugno); -3,8 °C (30 gennaio)
- 1964: +35,2 °C (18 luglio); -2,2 °C (9 febbraio)
- 1965: +36,4 °C (26 giugno); -2,0 °C (18 febbraio)
- 1966: +34,6 °C (12 agosto); -1,8 °C (9 gennaio)
- 1967: +36,2 °C (24 luglio); -3,4 °C (11 febbraio)
- 1968: +35,8 °C (10 luglio); -4,6 °C (14 gennaio)
- 1969: +33,6 °C (14 agosto); -1,8 °C (12 febbraio)
- 1970: +34,8 °C (23 luglio); -1,0 °C (17 febbraio)
- 1971: +35,1 °C (8 agosto); -2,2 °C (3 marzo)
- 1972: +35,2 °C (14 agosto); +0,2 °C (19 dicembre)
- 1973: +33,4 °C (4 luglio); -2,8 °C (29 novembre)
- 1974: +35,1 °C (4 agosto); 0,0 °C (24 dicembre)
- 1975: +36,8 °C (18 luglio); -0,2 °C (10 gennaio)
- 1976: +32,6 °C (17 luglio); -0,8 °C (29 gennaio)
- 1977: +32,6 °C (30 luglio); -0,6 °C (20 dicembre)
- 1978: +33,6 °C (14 luglio); -0,4 °C (9 gennaio)
- 1979: +33,8 °C (31 luglio); -4,6 °C (3 gennaio)
- 1980: +33,6 °C (3 agosto); -2,0 °C (4 gennaio)
- 1981: +37,0 °C (4 agosto); -3,0 °C (10 gennaio)
- 1982: +37,4 °C (25 giugno); 0,0 °C (3 febbraio)
- 1983: +39,0 °C (28 luglio); -1,0 °C (24 febbraio)
- 1984: +34,4 °C (13 luglio); -0,2 °C (19 febbraio)
- 1985: +35,2 °C (21 luglio); -5,6 °C (11 gennaio)
- 1986: +34,0 °C (3 agosto); -1,2 °C (26 dicembre)
- 1987: +35,8 °C (24 luglio); -3,0 °C (9 gennaio)
- 1988: +36,0 °C (26 luglio); 0,0 °C (17 dicembre)
- 1989: +34,8 °C (18 agosto); 0,0 °C (1º gennaio)
- 1990: +34,4 °C (2 agosto); +0,4 °C (13 gennaio)
- 1991: +33,8 °C (11 agosto); -1,2 °C (14 dicembre)
- 1992: +35,4 °C (7 agosto); +0,2 °C (2 gennaio)
- 1993: +37,2 °C (4 luglio); -1,8 °C (3 gennaio)
- 1994: +36,0 °C (10 agosto); +1,0 °C (15 febbraio)
- 1995: +35,0 °C (20 luglio); -0,8 °C (17 gennaio)
- 1996: +34,0 °C (28 luglio); -2,0 °C (28 dicembre)
- 1997: +34,0 °C (24 luglio); +2,6 °C (3 febbraio)
- 1998: +36,4 °C (3 agosto); -0,2 °C (9 dicembre)
- 1999: +36,4 °C (10 agosto); -1,4 °C (31 gennaio)
- 2000: +38,5 °C (23 agosto); -1,9 °C (27 gennaio)
- 2001: +36,0 °C (3 agosto); -0,8 °C (20 dicembre)
- 2002: +35,2 °C (18 giugno); -1,7 °C (7 gennaio)
- 2003: +38,8 °C (6 agosto); -0,9 °C (3 febbraio)
- 2004: +35,8 °C (23 luglio); -1,1 °C (25 gennaio)
- 2005: +39,1 °C (29 luglio); -2,6 °C (2 marzo)
- 2006: +36,6 °C (29 giugno); -1,2 °C (14 febbraio)
- 2007: +38,9 °C (25 agosto); -1,2 °C (16 dicembre)
- 2008: +34,5 °C (2 agosto); -1,9 °C (18 febbraio)
- 2009: +35,6 °C (24 luglio); -2,0 °C (21 dicembre)
- 2010: +36,4 °C (16 luglio); -4,0 °C (17 dicembre)
- 2011: +37,1 °C (13 luglio); -0,6 °C (25 gennaio)
- 2012: +36,9 °C (30 luglio); -2,2 °C (14 febbraio)
- 2013: +36,8 °C (7 agosto); +0,9 °C (10 febbraio)
- 2014: +34,9 °C (20 luglio); +0,8 °C (31 dicembre)
- 2015: +36,3 °C (17 luglio); +1,8 °C (9 febbraio)
- 2016: +34,9 °C (23 giugno); +1,0 °C (20 gennaio)
- 2017: +37,3 °C (3 agosto); -1,4 °C (8 gennaio)